# Jérôme Delafosse
Jérôme Delafosse, né le 2 mai 1971 à Saint-Malo, est un explorateur environnementaliste, réalisateur, acteur et écrivain français.

## Biographie
Jérôme Delafosse grandit à Saint-Malo et obtient son diplôme de scaphandrier professionnel à l'âge de 20 ans, à Marseille. Il apprend ensuite la photographie sous-marine avec le photographe américain Jeff Rotman et commence sa carrière comme photographe sous-marin  à bord de l’Archéonaute, le navire de recherches archéologiques sous-marines du ministère de la Culture, à bord duquel, dès 1992, il participe aux fouilles de la grotte Cosquer, une grotte ornée paléolithique sous-marine appelée le Lascaux englouti, située dans la calanque de la Triperie, à Marseille. Cette même année, il joue le rôle d'Éric Chambeau dans la série Le Miel et les Abeilles, sous le pseudonyme d'Éric Millot.
En 1997, il rencontre l’archéologue Franck Goddio et participe aux fouilles du palais englouti de Cléopâtre dans le port est d’Alexandrie. Ses photos de sphinx de pharaons seront publiées dans la presse magazine internationale[réf. nécessaire]. 
Jérôme Delafosse commence alors une carrière de photographe et collabore avec l’agence L&G, fondée par l’écrivain Jean-Christophe Grangé et la journaliste Virginie Luc, et l’agence Gamma. Il publie une série de reportages (Les Pharaons noirs du Soudan, Shark Attack, Les Pieuvres géantes du Pacifique, Les Abeilles tueuses, etc. ) publiés par des médias français et internationaux ( Paris Match, Le Figaro Magazine, Stern, Geo, The Independent, Specchio, La Revista del Mundo…). Son reportage Les Enfants dieux est sélectionné au festival Visa pour l’image en 2001.
En 2002, il réalise un reportage photo sur la bioluminescence des abysses, une exploration qui l’emmène à plus de 1 000 mètres de profondeur à bord d’un sous-marin. Quelques mois plus tard, il est recruté par la société de production Memento et devient réalisateur d’une série de reportages d’aventure Beyond Limits, diffusée sur TF1 et National Geographic Television. Les années suivantes, il co-réalise plusieurs documentaires sur les forces spéciales françaises, notamment L’École des bérets verts pour Envoyé spécial. Il filme également les nageurs de combat : commandos Hubert et le GIGN en France, à Djibouti et au Kosovo. 
En 2006, Jérôme Delafosse publie son premier roman, Le Cercle de sang, aux éditions Robert Laffont. Traduit dans dix langues, il se vend à des centaines de milliers d'exemplaires[réf. nécessaire]. 
Cette même année, Bonne Pioche Productions et Canal+ lui proposent d’incarner et de réaliser Les Nouveaux Explorateurs. Pendant huit saisons, il réalise plus de vingt-cinq documentaires de 52 minutes sur les peuples de l’eau. Du Japon au Groenland, de la Papouasie au fleuve Congo en passant par le Bangladesh, la mer d'Aral, l’Altiplano bolivien, l’Indonésie ou Haïti, il partage le quotidien d’hommes et de femmes qui entretiennent un lien particulier avec l’océan. 
En 2012, il publie son second roman, Les Larmes d’Aral, aux éditions Robert Laffont. 
Entre 2014 et 2015, il incarne et réalise Les Requins de la colère, un documentaire de 90 minutes diffusé en prime time sur Canal+. Ce nouveau concept, qui allie exploration et investigation environnementale, a pour but de faire découvrir qui sont vraiment les requins pour mieux les protéger, et dénonce le massacre de requins à grande échelle perpétré par l’industrie du thon en conserve et du sushi.
En 2016, il rejoint le navigateur malouin Victorien Erussard comme chef d'expédition, réalisateurs et responsable des productions de l'expédition du navire expérimental révolutionnaire Energy Observer, le premier bateau propulsé à l’hydrogène et aux énergies renouvelables. Avec leur équipe, ils accomplissent un premier tour de Méditerranée puis ils naviguent vers l'Europe du Nord et en 2019 accomplissent le premier voyage vers l'Arctique propulsés aux énergies renouvelables et à l'hydrogène en rejoignant le Spitzberg, ile principale de l'archipel du Svalbard, épicentre du changement climatique. En 2020, Energy Observer accomplit la première transatlantique aux énergies renouvelables et à l'hydrogène, l'équipage passera ensuite deux mois confinés en mer en autonomie énergétique en mer des Caraïbes. Ces expéditions donnent lieu à une série documentaire Energy Observer, l'Odyssée pour le Futur de 12 × 52 min et un documentaire long métrage 90 minutes, Energy Observer, les Messagers de la Terre diffusé sur Canal+ en prime time.
En 2021, Canal+ relance la collection "Les Nouveaux Explorateurs" sur Canal+ à travers une nouvelle série " Jérôme, les yeux dans le bleu" dans laquelle Jérôme Delafosse part à la rencontre des peuples de l'eau et explore la relation des derniers peuples indigènes qui ont un lien privilégié avec la Nature et le Vivant pour sensibiliser à la préservation de leur culture.
En 2023 Jérôme reçoit l'insigne de Chevalier de la Légion d'Honneur pour son engagement en faveur de la protection ds Océans et de l'Environnement.
En 2024 Canal+ diffuse son documentaire « #Hvaldimir, la véritable histoire du béluga espion », long métrage documentaire sélectionné et récompensé dans de nombreux festivals internationaux, dont le prestigieux Wild Screen de Bristol où il remporte le prix du Public.
Jerome Delafosse collabore depuis 2022 avec la société de production Radar Films, sur deux projets de longs métrages de fiction.

## Distinctions
Jérôme Delafosse a été nommé Chevalier de la Légion d'Honneur par décret du 31 décembre 2020. Il a reçu son insigne le 3 juin 2023.
Prix (incomplet)
- "Audience Prize" Wildscreen 2024 for feature documentary  "#Hvaldimir, conversation with a spywhale".
- Premier Prix Festival de l'Environnement 2017  for feature documentary  "Mafias de L'Océan ".
- FIFMEE 2015 Prix de l'Environnement pour les " Requins de la Colère" 90mn.

Séléctions
- Wildscreen 2024, for feature documentary  #Hvaldimir, conversation with a spywhale.
- Newport Beach Fest, 2024 for feature documentary  #Hvaldimir, conversation with a spywhale.
- Friday Harbor Festival 2024 for feature documentary  #Hvaldimir, conversation with a spywhale.
- Green Screen 2024, for feature documentary  #Hvaldimir, conversation with a spywhale.
- Dokumentale 2024, for feature documentary  #Hvaldimir, conversation with a spywhale.
- TIFF 2025 ( Films from the North ) for feature documentary  #Hvaldimir, conversation with a spywhale.
- FIPADOC 2025 for feature documentary  #Hvaldimir, conversation with a spywhale.
- FIGRA 2015 for feature documentary  Les Requins de la colère.
- TERRA Festival 2016 for feature documentary  Les Requins de la colère.

## Filmographie

### Cinéma
- Shark Girl, réalisateur et co-scénariste avec Jean-André Yerlès – Radar Films (2022)

### Réalisateur documentaires / Animateur TV
- Les Nouveaux Explorateurs, 25 × 52 min – Canal+ Bonne Pioche (2006-2015)
- Les Nouveaux Explorateurs en Thaïlande, 90 min prime time – Canal+, Capa (2008)
- Les Nouveaux Explorateurs fêtent Noël, 90 min prime time – Canal+, Gédéon (2012)
- Kindia 2015, 90 min prime time – Canal+, Capa (2014)
- Les Requins de la colère, 90 min Prime Time – Canal+, Bonne Pioche (2015)
- Les mafias de l’océan, 52 min (en production) – Canal+, La Famiglia (2016)
- Energy Observer, l'Odyssée pour le futur, 12 × 52 min Planète+, MyCanal, EO productions, Upside (2017-2020)
- Energy Observer, Les Messagers de la Terre, 90 min prime time – Canal+, EO productions - Upside (2019)
- Jérôme, Les yeux dans le bleu, 14 × 52 min - Canal+, Imagissime, Radar films  (2021-2024)
- #Hvaldimir, la fabuleuse histoire du béluga espion, 90 min - Canal+, Imagissime, Miluna (Official Selection Wildscreen 2024) (Hvaldimir, Conversation with a Spy Whale)

### Réalisateur - chef op documentaires
- Cœurs d'élite, 8 × 52 min 2PS - Ryboprod, TF1 (2001)
- Forces spéciales, 52 min (avec S.Rybojad) – Memento, Infrarouge F2 (2004)
- L’École des bérets verts, 52 min (avec S. Rybojad) – Memento, France 2 (2004)
- Des hommes d’honneur, 8 × 52 min – 13e Rue, Memento (2005)
- Vive la cantine I&II, 2 × 120 min prime time – Freemantle Media, M6 (2006)

## Ouvrages
- Le Cercle de sang, Robert Laffont, Pocket, 2006.
- Les Larmes d'Aral, Robert Laffont, Pocket, 2012.